# Amparo Caicedo
Amparo Caicedo, född 30 januari 1965, är en friidrottare från Colombia. Hon deltog vid olympiska sommarspelen 1988.